# Chelodina parkeri
Espèce
Statut de conservation UICN

 NT  : Quasi menacé
Chelodina parkeri est une espèce de tortue de la famille des Chelidae.

## Répartition
Cette espèce est endémique de Nouvelle-Guinée.

## Étymologie
Cette espèce est nommée en l'honneur de Frederick Stanley Parker.

## Publication originale
- Rhodin & Mittermeier, 1976 : Chelodina parkeri, a new species of chelid turtle from New Guinea, with a discussion of Chelodina siebenrocki Werner 1901. Bulletin of The Museum of Comparative Zoology, vol. 147, no 11, p. 465-488 (texte intégral).